# Kanton Manosque-Nord
Kanton Manosque-Nord (fr. Canton de Manosque-Nord) je francouzský kanton v departementu Alpes-de-Haute-Provence v regionu Provence-Alpes-Côte d'Azur. Tvoří ho tři obce.

## Obce kantonu
- Manosque (severní část)
- Saint-Martin-les-Eaux
- Volx